# Джапарова Еміне Айяровна
Еміне Айярівна Джапа́рова (також Емінє Джеппар, крим. Emine Ayar qızı Ceppar; 5 травня 1983, Краснодар, РСФСР) — українська кримськотатарська політична та державна діячка, журналістка, перша заступниця міністра закордонних справ України (2020—2024). Колишній представник України при міжнародних організаціях у Відні (22.02.2024-10.07.2024).

## Життєпис
Народилася 5 травня 1983 року в місті Краснодарі, РСФСР. Середню освіту здобула у Криму.
У 2000 році вступила на навчання до Інституту міжнародних відносин КНУ ім. Шевченка на спеціальність «Міжнародні відносини». Проходила стажування в Державному Департаменті США та Верховній раді України. У 2006 році отримала дипломи політолога-міжнародниці й перекладачки англійської мови з відзнакою.
У 2005 році брала участь у програмах Державного департаменту США «International Visitor Leadership Program» і «Молодіжна альтернатива». У тому ж році взяла участь у стажуванні «Молодіжна альтернатива», яке проходило у Секретаріаті першого заступника Голови Верховної Ради.
У 2008 році закінчила навчальну програму для дипломатів при Інституті міжнародних відносин Клінґендаль, Нідерланди.

### Політична кар'єра
2002—2003 — помічниця з питань національних меншин у службі першого віцепрем'єр-міністра України з гуманітарних питань на громадських засадах.
З березня 2008 до січня 2010 року — працювала аташе по посаді третього секретаря відділу соціально-гуманітарних питань Департаменту культурного та гуманітарного співробітництва МЗС України;
З жовтня 2015 до квітня 2016 — радниця міністра інформаційної політики з питань інформаційної політики щодо Криму.
З 20 квітня 2016 — перша заступниця міністра інформаційної політики України, у вересні 2019 звільнилася з посади.
2019 року — кандидат у народні депутати від партії «Українська стратегія Гройсмана», № 4 у бюлетені;
18 травня 2020 — перший заступник Міністра МЗС Дмитра Кулеби, голова Національної комісії України у справах ЮНЕСКО.
На посаді заступниці міністра просувала координаційний механізм з деокупації Криму «Кримська платформа».
З лютого 2024 року — постійний представник України при міжнародних організаціях у Відні, у квітні уряд звільнив Джапарову з посади першого заступника глави МЗС.
15 травня 2024 року, згідно Указу Президента України, Джапарова була увільнена від виконання обов'язків голови Національної комісії України у справах ЮНЕСКО.
В липні 2024 року чоловіку Джеміне, олігарху Геннадію Боголюбову, було оголошено підозру про незаконний перетин кордону за допомоги самої Джапарової. Після цього призначення Джарапової у Відні було аннульовано.
12 липня 2024 року Джапарова подала у відставку з посади постійного представника України при міжнародних організаціях у Відні.

## Журналістика
2011—2014 — ведуча та автор програм на кримськотатарському телеканалі ATR, зокрема новин Заман", автор та ведуча шоу про моду Sherfe fashion та програми «ПРОкіно».
У 2014 році працювала відеоредакторкою, помічницею головного редактора сайту «Крим. Реалії».
У лютому 2014 року почала працювати журналісткою на «Радіо Свобода».

## Громадянська позиція
У жовтні 2017 року журналісти російського телеканалу «Дождь» брали у Еміне коментар щодо звільнення заступників голови Меджлісу кримськотатарського народу Ільмі Умерова та Ахтема Чийгоза. Джапарова почала говорити українською, після чого ведуча Анна Монгайт перервала її, пояснивши, що в ефірі відсутній перекладач і попросила перейти на російську. Джапарова відмовилася й продовжила говорити українською.
|                             | Вибачте, але я офіційна особа, тому змушена розмовляти українською мовою. Це мій свідомий вибір. Прошу зрозуміти мою мову |
| — сказала вона журналістці. | |

## Особисте життя
- Колишній чоловік — Ленур Німетуллаєв.
- Дві дочки — Іман та Алем-Султан[3].
- Чоловік (з 2023 року) — Геннадій Боголюбов, український олігарх, один із найбагатших бізнесменів України, від якого вона у травні 2024 року народила дитину[18].

## Доходи та статки
Згідно з декларацією про доходи за 2018 рік Джапарова заробила 556 тис. грн. Вона орендує квартиру у Києві на 130 м2. Має автомобіль Audi A6 2006 року. На момент покупки машина коштувала 145 тис. грн.
У декларації за 2017 рік зазначено, що чоловік Джапарової Ленур Німетуллаєв володів квартирою у Криму, а також складом та двома нежитловими приміщеннями.
У 2016 році Джапарова задекларувала годинник «Omega Seamaster Professional 300m/1000ft» за 103 тис. грн. За її словами, під час перебування на зборах світових інформагентств у Кувейті, Міністр інформації та у справах молоді Кувейту, Шейх Сальман Сабах Аль Салєм Аль-Хомуд Аль-Сабах, подарував їй його.

## Нагороди та відзнаки
- Орден «За заслуги» III ступеня (22 грудня 2021) — За вагомий особистий внесок у зміцнення міжнародного співробітництва України, багаторічну плідну дипломатичну діяльність та високий професіоналізм[21]